# Magnolia Springs
Magnolia Springs – miasto w Stanach Zjednoczonych, w stanie Alabama, w hrabstwie Baldwin. Według danych na rok 2020 miejscowość zamieszkiwało 811 osób, a gęstość zaludnienia wyniosła 325,7 os./km².

## Geografia
Magnolia Springs ma łączną powierzchnię 2,49 km², w tym 2,33 km² stanowi ląd, a 0,16 km² stanowią wody. Miasto jest położone 10 m n.p.m..

### Klimat
Średnia temperatura wynosi +24 °C. Najcieplejszym miesiącem jest lipiec (+32 °C), a najzimniejszym miesiącem jest styczeń (+7 °C). Średnie opady wynoszą 1546 mm rocznie. Najbardziej wilgotnym miesiącem jest sierpień (183 mmy opadów), a najbardziej suchym miesiącem jest październik (98 mm opadów).

## Demografia
Według danych na rok 2020 miasto liczyło 471 gospodarstw domowych, w których mieszkało 474 rodziny. Średni wiek wszystkich mieszkańców wynosi 48 lat, natomiast 22,6% wszystkich mieszkańców (183 osoby) stanowią osoby powyżej 65 roku życia.
Historyczna populacja:
| Rok        | 2010 | 2020   |
| ---------- | ---- | ------ |
| Ludność    | 723  | 811    |
| Zmiana w % |      | +12,2% |